# Дубовой (Каменский район)
Дубово́й — хутор в Каменском районе Ростовской области.
Входит в состав Старостаничного сельского поселения.

## Население
| 2010 |
| ---- |
| 18   |

## Улицы
На хуторе имеется одна улица: Привольная.